# LOVB Austin
La LOVB Austin è una franchigia femminile pallavolistica statunitense, con sede a Austin (Texas): milita nella League One Volleyball.

## Storia
La LOVB Austin viene fondata nel dicembre 2023, come sesta e ultima squadra della neonata League One Volleyball. Nella prima edizione del torneo si aggiudica il titolo nazionale.

## Palmarès
- LOVB: 1

2025

## Rosa 2025
| N° | Nome                     | Ruolo | Data di nascita   | Nazionalità sportiva |
| -- | ------------------------ | ----- | ----------------- | -------------------- |
| 1  | Katherine Bell           | S     | 5 marzo 1993      | Stati Uniti          |
| 2  | Leah Hardeman            | S     | 18 ottobre 1995   | Stati Uniti          |
| 3  | Carli Lloyd              | P     | 6 agosto 1989     | Stati Uniti          |
| 5  | Mallory McCage           | C     | 2 febbraio 1994   | Stati Uniti          |
| 6  | Alessia Gennari          | S     | 3 novembre 1991   | Italia               |
| 7  | Asjia O'Neal             | C     | 23 ottobre 1999   | Stati Uniti          |
| 9  | Saige Ka'aha'aina-Torres | P     | 30 luglio 2000    | Stati Uniti          |
| 10 | Zoe Fleck                | L     | 29 settembre 2000 | Stati Uniti          |
| 11 | Chiaka Ogbogu            | C     | 15 aprile 1995    | Stati Uniti          |
| 12 | Carly DeHoog             | O     | 14 ottobre 1994   | Stati Uniti          |
| 13 | Juliann Faucette         | O     | 25 novembre 1989  | Stati Uniti          |
| 15 | Kotoe Inoue              | L     | 15 febbraio 1990  | Giappone             |
| 16 | Madisen Skinner          | O     | 1º luglio 2001    | Stati Uniti          |
| 17 | Anna Haak                | S     | 19 settembre 1996 | Svezia               |
| 33 | Logan Eggleston          | S     | 13 novembre 2000  | Stati Uniti          |